# Nicolò Rode
Nicolò Rode (Lussinpiccolo, 1º gennaio 1912 – Verona, 4 maggio 1998) è stato un velista italiano, vincitore di due medaglie nella classe star della vela ai Giochi olimpici, in entrambi i casi in coppia con Agostino Straulino.

## Carriera
In carriera ha partecipato a tre edizioni dei Giochi olimpici consecutive, da Londra 1948 a Melbourne 1956.

## Palmarès
| Anno | Manifestazione  | Sede                | Risultato | Gara        |
| ---- | --------------- | ------------------- | --------- | ----------- |
| 1952 | Giochi olimpici | Finlandia Helsinki  | Oro       | Classe star |
| 1956 | Giochi olimpici | Australia Melbourne | Argento   | Classe star |